# اندی رودریگز
اندی رودریگز (انگلیسی: Andy Rodríguez؛ زادهٔ ۳۰ ژانویهٔ ۱۹۹۰) بازیکن فوتبال اهل اسپانیا است.
از باشگاه‌هایی که در آن بازی کرده‌است می‌توان به باشگاه فوتبال رئال مادرید سی و باشگاه فوتبال پومفرادینا اشاره کرد.